# 名古屋市立平針中学校
名古屋市立平針中学校（なごやしりつひらばりちゅうがっこう）は、愛知県名古屋市天白区中平四丁目に所在する公立中学校。

## 歴史

### 沿革
- 1975年（昭和50年） - 名古屋市立天白中学校分校として設置される[3]。
- 1976年（昭和51年）4月1日[4] - 名古屋市立平針中学校として分離独立する[3]。
- 1985年（昭和60年） - 平針地域スポーツセンターが併設される[3]。
- 1990年（平成2年） - 名古屋市立原中学校が分離独立する[3]。
- 1992年（平成4年） - 障害児学級を新設する[3]。

### 生徒数の変遷
『愛知県小中学校誌』（1998年）によると、生徒数の変遷は以下の通りである。
| 1976年（昭和51年） | 853人   |  |
| 1977年（昭和52年） | 1,031人 |  |
| 1987年（昭和62年） | 1,118人 |  |
| 1997年（平成9年）  | 478人   |  |

## 部活動

### 運動部
- 女子ソフトテニス部[6]
- 男子ソフトテニス部[6]
- 男子バスケットボール部[6]
- 女子バスケットボール部[6]
- 男子ハンドボール部[6]
- 女子ハンドボール部[6]

### 文化部
- 吹奏楽部[6]
- 放送部[6]
- 園芸部[6]

## 通学区域
名古屋市立平針小学校および名古屋市立平針南小学校の各学区を通学区域として設定している。

## 交通アクセス
- 名古屋市営バス「平針中学校」停留所より徒歩5分[2]